# Личман, Анна Васильевна
Анна Васильевна Личман (укр. Ганна Василівна Лічман; род. 31 января 1978, Одесса) — украинский политик и предприниматель. Народный депутат Украины IX созыва (с 2019 года), входит во фракцию «Слуга народа». Член НСЖУ (с 1996 года).

## Биография
Родилась 31 января 1978 года в Одессе. Мать являлась преподавателем английского языка, а затем директором школы.
В 1995 году Личман окончила одесскую школу № 67, после чего поступила в Днепровский национальный университет имени Олеся Гончара, где прошла обучение по специальности «журналистика». В 1996 году стала членом Национального союза журналистов Украины.
Окончив университет, начала работать в сфере формирования общественного мнения и корпоративного пиара. С 2001 года работает в корпорации «АТБ», где являлась руководителем пресс-службы. С 2017 года по 2019 год занимала должность начальника управления корпоративных коммуникаций корпорации «АТБ». Являлась директором благотворительного фонда «АТБ». Основательница садового товарищества «Мрия».
На досрочных парламентских выборах 2019 года была избрана депутатом по округу № 30 (часть города Каменское Днепропетровской области) от партии «Слуга народа». В Верховной раде стала членом комитета по вопросам экономического развития, руководителем подкомитета по регуляторной политике. Входит в состав межфракционного объединения «Днепр!».

## Личная жизнь
Воспитывает дочь Софию.
По состоянию на 2020 год её личные денежные активы составляли 2,6 миллионов гривен.